# Callulina dawida
Callulina dawida es una especie de anfibio anuro de la familia Brevicipitidae.

## Distribución geográfica
Esta especie es endémica de las montañas Taita en Kenia. Habita entre los 1397 y 2200 msnm.

## Publicación original
- Loader, Measey, de Sá & Malonza, 2009 : A new brevicipitid species (Brevicipitidae: Callulina) from the fragmented forests of the Taita Hills, Kenya. Zootaxa, n.º 2123, p. 55-68.[3]